# Carlo Terron
Carlo Terron (pron. Terrón; Verona, 11 aprile 1910 – Milano, 16 luglio 1991) è stato un drammaturgo, giornalista, traduttore e psichiatra italiano.

## Biografia
Carlo Terron nacque a Verona l'11 aprile del 1910, primogenito di Antonio Terron, commerciante, e Pia Perina; la sorella minore, Maria Teresa, visse con lui per tutta la vita. Si diplomò al liceo scientifico negli anni in cui iniziò la collaborazione con l'Arena di Verona, vincendo i Littoriali della Gioventù con due saggi sul melodramma.
Nel 1933 si laureò in Medicina a Padova con la specializzazione in malattie del sistema nervoso e divenne presto primario dell'Ospedale Psichiatrico di Verona. Durante il periodo bellico, venne arruolato come ufficiale medico; partecipò alla guerra in Albania dove creò il reparto psichiatrico dell'ospedale di Tirana. Catturato dai tedeschi nel 1942, riuscì a fuggire durante il viaggio verso la Germania rientrando poi a Verona, dove trovò alloggio nei locali adibiti ai medici dell'ospedale psichiatrico, avendo una bomba distrutto la sua abitazione.
Finita la guerra, nel 1945 si trasferì a Milano e divenne questo, un periodo di produzione molto intensa, pur riuscendo a mantenere la sua professione di medico lavorando alla mutua di Piazza Firenze, e diventando redattore del Corriere della Sera e collaboratore al mensile La Lettura.
Nel 1949 vinse il Premio Riccione con la commedia Giuditta e questo lo rese noto nel mondo teatrale, tanto da poter iniziare la collaborazione con diverse testate giornalistiche. Nel 1952, su invito di Sergio Pugliese, partecipò al progetto per la creazione della neonata Rai, compiendo vari viaggi all'estero, dove i canali televisivi avevano già alcuni anni di esperienza, diventando poi nel 1954 direttore del settore prosa e musica. Nel 1960 vinse il premio IDI, con il dramma Lavinia tra i dannati, commedia che vide tra i protagonisti Anna Proclemer. Tra i suoi lavori, Baciami, Alfredo, recitato da Valeria Valeri e Alberto Lupo nel 1969, è sicuramente uno dei più conosciuti dal grande pubblico. La sua collaborazione con il quotidiano La Notte, iniziata nel 1955, proseguirà fino al 1977.
L'originalità e la quantità delle sue opere rivelano un autore di grande sottigliezza intellettuale e di forte tensione morale, sapendo raccontare con i suoi personaggi un paese in trasformazione.
Nel 1997 la Fondazione Teatro Carlo Terron, in collaborazione con la rivista Sipario, ha istituito il Premio Carlo Terron dedicato al teatro amatoriale.
I suoi resti sono tumulati a Milano, al cimitero di Chiaravalle.

## Opere

### Opere teatrali
Le opere sono indicate con il criterio cronologico della loro prima rappresentazione o pubblicazione.
- 1927-28 ca. - I morti, inedita; Firenze, Teatro Nazionale dei Guf, 1 febbraio 1941.
- 1942 - I denti dell'eremita (T1), Firenze, Teatro Nazionale dei Guf, 6 aprile 1942, regia Alessandro Brissoni.
- 1942 - Gente sulla montagna, inedita.
- 1943 - La libertà (T1), Il Dramma 1949, n. 90, Trieste, Teatro Nuovo, Compagnia Città di Trieste, maggio 1955.
- 1945 - La commedia del papà, radiotrasmessa; Il grillo nel carcere, inedita.
- 1946 - Binario cieco (T1), Platee 1946, n. 8, Bolzano, Teatro della Fiera, Compagnia Teatro Stabile della Città, 16 novembre 1963; una precedente versione intitolata I matti dei sogni fu radiotrasmessa nel novembre 1945 e, successivamente, dalle principali reti radiofoniche europee.
- 1947 - Il diamante del profeta (T2), Il Dramma 1965, n. 340, Roma, Teatro Valle, Compagnia Peppino De Filippo, 2 aprile 1947.
- 1948 - Il re s'annoia, Roma, Teatro Quirino; Compagnia "Città di Milano", 14 febbraio 1948; Obbedienza pronta, cieca, assoluta (rivista radiofonica).
- 1949 - Giuditta (T1), Il Dramma ottobre 1949, n. 94, Milano, Teatro Nuovo, Compagnia Torrieri-Carraro, 2 maggio 1950; interpreti Diana Torrieri, Gualtiero Pizzi, Mauro Barbagli, Tino Carraro; regia Daniele D'Anza, teletrasmessa nel 1979;
- 1949 - La moglie di Don Giovanni Repertorio 5 settembre 1949, n. 70, Torino, Compagnia dei Nomadi, 5 maggio 1951.
- 1950 - Luna d'agosto Venezia, Teatro del Ridotto, Compagnia Baseggio, 24 aprile 1950 (La rappresentazione di Luna d'agosto è indicata negli Annuari del teatro italiano come opera di Carlo Terron. Non avendo trovato conferme e non essendo segnalato il testo negli archivi della S.I.A.E. riferisco la notizia con beneficio di dubbio);
- 1950 - Processo agli innocenti (T1), Il Dramma 1951, n. 125, Milano, Teatro Odeon, Compagnia Maltagliati-Carraro, 7 novembre 1950; interpreti Evi Maltagliati, Vicky Regoli, Tino Carraro, Ettore Conti, Giuseppe Pertile; regia Daniele D'Anza; radiotrasmessa da RadioDue nel 1987, regia di Pietro Formentini.
- 1952 - Non c'è pace per l'antico fauno (T1), Sipario febbraio 1953, n. 82, Milano, Teatro di Via Manzoni, Compagnia Gioi-Cimara, 7 novembre 1952.
- 1955 - Avevo più stima dell'idrogeno ovvero lo sciopero delle bombe (T1), Sipario marzo 1955, n. 107, Bolzano, Teatro Druso, Compagnia Stabile della regione Bolzano-Alto Adige diretta da Fantasio Piccoli, 18 dicembre 1955.
- 1958 - Ippolito e la vendetta (T1), Sipario febbraio 1958, n. 142, Roma, Teatro Quirino, Compagnia Gasmann-Zareschi, 8 marzo.
- 1958 - Colloquio col tango ovvero la formica (T1), Sipario luglio 1958, n. 147 Milano, Teatro Gerolamo, 23 maggio 1958, recital di Paola Borboni
- 1959 - La vedova nera (T1), Sipario novembre 1959, n. 163, Milano, Teatro Gerolamo, 5 ottobre 1959, recital di Paola Borboni, radiotrasmessa da RadioDue nel 1980;
- 1959 - Eva e il Verbo (T1) (scritta nel 1959), Milano, Teatro di Palazzo Durini, 25 maggio 1962, recital di Paola Borboni;
- 1959 - Lavinia fra i dannati (T1), Sipario gennaio 1960, n. 165, pubblicata in lingua inglese e francese nel Bollettino dell'Ente italiano Scambi Teatrali, anno IX, aprile/maggio/giugno 1960, n. 2, Milano, Teatro Odeon, Compagnia Proclemer-Albertazzi, 23 dicembre 1959 (Premio IDI 1959/60).
- 1962 - Non sparate sulla mamma (T2), Il Dramma maggio 1962, n. 308, rappresentata insieme alla commedia I narcisi col titolo Narcisi e Mamme a Milano, Teatro S. Erasmo, Compagnia del Teatro delle Novità, 11 gennaio 1963; interpreti Lia Zoppelli, Lina Volonghi, Antonio Venturi, Corrado Pani; regia Edmo Fenoglio; radiotrasmessa da RadioTre nel 1989; regia di Ida Bassignano;
- 1962 - I narcisi[7] ovvero dente per dente (T2), rappresentata insieme alla commedia Non sparate sulla mamma.
- 1963 - L'amica della tigre o sennò i parti (T2-TL), Firenze, Piccolo Teatro, Compagnia Stabile della Città, 2 febbraio 1963; interpreti: Laura Adani, Isabella Riva, Marina Dolfin, Nicoletta Pizzi, Nino Dal Fabbro, Mario Bardella, Gino Susini; regia: Carlo Terron; * 1963 - Notti a Milano (T2), Il Dramma 1963, n. 324, Milano, Teatro Odeon, Compagnia Foà-Masiero, 19 febbraio 1963; interpreti Lauretta Masiero, Irene Aloisi, Milla Sannoner, Arnoldo Foà, Mario Chiocchio, Gino Lavagetto, Alfonso Lastretti, Aldo Barberito.
- 1964 - Le piume ovvero una grande famiglia (T2-TL), Il Dramma 1964, n. 328, Spoleto, "Festival dei Due Mondi", Compagnia Scaccia-Sperani, 29 giugno 1965;
- 1964 - La sposa cristiana o anche camera 337 (T2-TL), Il Dramma 1964, n. 328, Milano, Compagnia Informativa '65, settembre 1965; interpreti Delia Bartolucci, Mario Mattia Giorgetti, Patrizio Caracchi; regia Massimo Binazzi;
- 1964 - Due volte Amelia ovvero ombre care oppure i vedovi (T2), Il Dramma 1964, n. 330/331, Milano, Compagnia Informativa '65, settembre 1965; interpreti Lorenzo Logli, Mario Mattia Giorgetti, Delia Bartolucci; regia Massimo Binazzi.
- 1965 - L'arrivista ovvero il Nando del 15° Km (T2), Il Dramma novembre/dicembre 1965, n. 350/351
- 1966 - Il figlio del mare ovvero gli smemorati (T2), Il Dramma 1966, n. 357, Pesaro, Compagnia La Barcaccia, 10 ottobre 1969.
- 1967 - Il tempo addosso (T2), Il Dramma 1967, n. 367, Milano, 20 dicembre 1969;
- 1967 - Stasera arsenico ovvero la commedia del caffè (T2), Il Dramma 1967, n. 371/372, Roma, Teatro Il Torchio, Compagnia Teatro in Trastevere, 5 marzo 1977; interpreti Antonio Pierfederici, Anna Lelio; regia Antonio Pierfederici; rappresentata a Belgrado nel dicembre 1970.
- 1968 - Il complesso dell'obelisco ovvero le risorse della psicanalisi (T2), Il Dramma marzo/aprile 1968, n. 378/379, Milano, Teatro Club d'Essai, Compagnia I Teatranti, 6 marzo 1973; interpreti Silvia Azzuffi, Marino Campanaro; regia Mario Valentini;
- 1968 - Si chiamava Giorgio ovvero l'oggetto misterioso (T2), Il Dramma marzo/aprile 1968, n. 378/379, Cosenza, Teatro Comunale, Compagnia del Teatro del Conventino di Mentana, 29 giugno 1968; Recital di Paola Borboni; regia Leonardo Bragaglia; scene e costumi Stefania Guidi.
- 1969 - Baciami Alfredo (T2), Firenze, Teatro della Pergola, Compagnia Lupo-VaIeri, 20 novembre 1969; interpreti Alberto Lupo, Valeria Valeri, Adriana Facchinetti, Vanna Busoni, Manlio Guardabassi, Adolfo Fenoglio, Gino Rocchetti, Ginella Bertacchi, Pieraldo Ferrante, Carla Torrero; regia Carlo Di Stefano scene e costumi Vittorio Locchi; musica Mario Nascimbene.
- 1972 - Le vocazioni sbagliate Padova, Teatro Verdi, Compagnia Teatro della Regione veneta, 13 ottobre 1972; interpreti Elsa Merlini, Cesarina Gheraldi, Tonino Micheluzzi, Quinto Rolma, Giuseppe Zandonà, Toni Andreetta; regia Costantino De Luca; scene Filippo Corradi Cervi.
- 1981 - Ecco Nerone ovvero Un personaggio in cerca d'autore (T3), Sipario marzo/aprile 1985, n. 442/443, Roma, Teatro Piccolo Eliseo, 22 ottobre 1981; interprete Mario Scaccia; regia Marco Mattolini; scene e costumi Eugenio Guglielminetti; musiche Bruno Nicolai.
- 1982 - Rose per Ecuba (T3).
- 1983-84 Rissa col diario (autopsia di un matrimonio) (T3), Todi, "Festival di Todi", Sala del Capitano del popolo, 1 settembre 1988; interpreti Leda Negroni, Osvaldo Ruggeri; regia Angela Bandini; musiche Luciano Francisci.
- 1984 - Il rito (T3);
- 1984 - Diversi si nasce normali si diventa ovvero la commedia degli odori (13);
- 1984 - Come nasce un casinò ovvero l'enculé magnifique (T3).
- 1987 - Devirilizzando si vince o Meglio la grande abbuffata di nuvola d'oro (GA), Sipario gennaio/febbraio 1987, n. 464
- 1988 - Maternità (GA).
- 1989 - Ma, insomma, Jago che intenzioni aveva? (T3); Vita senza Tòbi ovvero la spiegazione rimandata (13);
- 1989 - Le tre settimane di Luca La Costa ovvero Il guinzaglio corto (T3);
- 1989 - Le ascelle verdi ossia: la regola è l'eccezione, o anche: ho ritrovato Berto (13).
- 1990 - Stupro per Tutankhamon o sennò la commedia degli estranei (GA), pubblicata su Sipario marzo 1992, n. 520, col titolo Il fascino indiscreto dello scandalo ovvero la commedia dei benché.

### in volume
- 1961 - Teatro, a cura di G. Pullini, Bologna, Cappelli.
- 1965 - Il teatro libertino, Torino, Ed. dell'Albero. teatro due, a cura di G. Pullini, Bologna, Cappelli.
- 1989 - Commedie da applaudire, commedie da fischiare, a cura di S. Torresani, ed. Sipario.
- 1990 - Gli alieni (tre commedie corsare), Roma, Editori Associati.

### Traduzioni e riduzioni
- 1947 - William Shakespeare, Sogno di una notte di mezza estate, tradotta ed elaborata in collaborazione con G. Giachino.
- 1952 - William Shakespeare, Sogno di una notte d'estate, tradotta ed elaborata in collaborazione con Paola Ojetti e Alessandro Brissoni.
- 1953 - Alexandre Dumas fils, La signora delle camelie, Sipario ottobre 1953, n. 90, Milano, Teatro Odeon, Compagnia Torrieri, 13 ottobre 1953;
- 1953 - Charles Dickens, Favola di Natale
- 1955 - Leon Tolstoji, Resurrezione, ed. Sipario, 1989, Milano, Teatro Olimpia, Compagnia * * * 1955 - Ricci-Magni-Proclemer-Albertazzi, 15 dicembre 1955;
- 1955 - Jean Cocteau, Rinaldo e Armida
- 1959 - Honoré de Balzac, Mercadet l'affarista; Torino, Einaudi, 1959; Milano, Piccolo Teatro, 5 febbraio 1959, teletrasmessa nel 1970;
- 1959 - Pierre Veber, Ma in provincia siamo seri, Napoli, Teatro Mercadante, Compagnia Teatro Stabile della Città, 23 dicembre 1959.
- 1960 - Molière, Il malato immaginario;
- 1961 - Pierre-Augustin Caron de Beaumarchais, La folle giornata ovvero Il matrimonio di Figaro, Genova, Teatro Stabile, 13 gennaio 1962;
- 1962 - Fernando de Rojas, La Celestina;
- 1963 - Georges Feydeau, Champignol per forza;
- 1963 - André Gide, Edipo;
- 1963 - Molière, L'avaro;
- 1964 - Nicolò Machiavelli, La mandragola[8].
- 1966 - Victor Hugo, Ruy blas, teletrasmessa nel 1969; J. Giraudoux, Lucrezia;
- 1966 - Molière, La scuola delle mogli;
- 1968 - Jules Renard, La voluttà degli addii;
- 1968 - Jean Cocteau, La voce umana;
- 1968 - Honoré De Balzac, Mercadet l'affarista, tradotta ed elaborata in collaborazione con Tino Buazzelli.
- 1969 - Johan August Strindberg, Danza di morte ovvero I vampiri;
- 1971 - Françoise Dorin, Uno sporco egoista;
- 1975 - Eugene Jonesco, Che formidabile bordello;
- 1980 - François Auguste Bon, Trilogia di Ludro, elaborata in collaborazione con Carlo Maria Pensa.

#### Libere traduzioni
- Noël Coward, Intimità dolce intimità;
- George Farquhar, La divisa è l'uomo (da L'ufficiale arruolatore);
- Prosper Mérimée, La carrozza del Santissimo Sacramento;
- Jean Giraudoux, Ondina.[9]

## Premi
1949 - Vince il Premio Riccione con la commedia Giuditta, che lo inserirà a pieno titolo nell'ambiente del teatro.
1960 - Vince il Premio IDI, assegnato in occasione del convegno dell'Istituto del Dramma Italiano, con la commedia Lavinia tra i dannati.